# Bahnhof Berlin-Rudow
Der Bahnhof Rudow, später Bahnhof Berlin-Rudow, ist ein ehemaliger Personen- und Güterbahnhof im Berliner Ortsteil Rudow.
Am 27. September 1900 wurde der Bahnhof von der Rixdorf-Mittenwalder Eisenbahn als Bestandteil der seinerzeit neu erbauten Strecke Rixdorf – Mittenwalde eröffnet. 
Während der Berlin-Blockade im Jahr 1948 wurde die Streckenführung an der Stadtgrenze unterbrochen, der Bahnhof Rudow wurde dadurch zum Endbahnhof für den Güterverkehr. Der Personenverkehr fuhr bis zum Haltepunkt Rudow Süd. Dieser trug später den Namen Stadtgrenze. Ein weiterer Haltepunkt für den Personenverkehr war Rudow West, nördlich gelegen vom Bahnhof Rudow. Ungefähr an seiner Stelle befindet sich die heutige Betriebsstelle Rudow Nord.
Der Personenverkehr auf der Strecke wurde am 1. Mai 1955 eingestellt, der Güterverkehr 1982. Danach wurde die Strecke im Bereich des Bahnhofs abgebaut. 
Der Bahnhof befand sich an der Bahnhofstraße (heute: Groß-Ziethener Chaussee) Ecke Klein-Ziethener Weg (heute: Rhodeländerweg). Das Bahnhofsgebäude ist noch erhalten und wird als Baumarkt genutzt. Der heutige zentrale Personenbahnhof von Rudow, der U-Bahnhof Rudow, wurde 1972 eröffnet und liegt 500 Meter entfernt.